# Senyal de trànsit

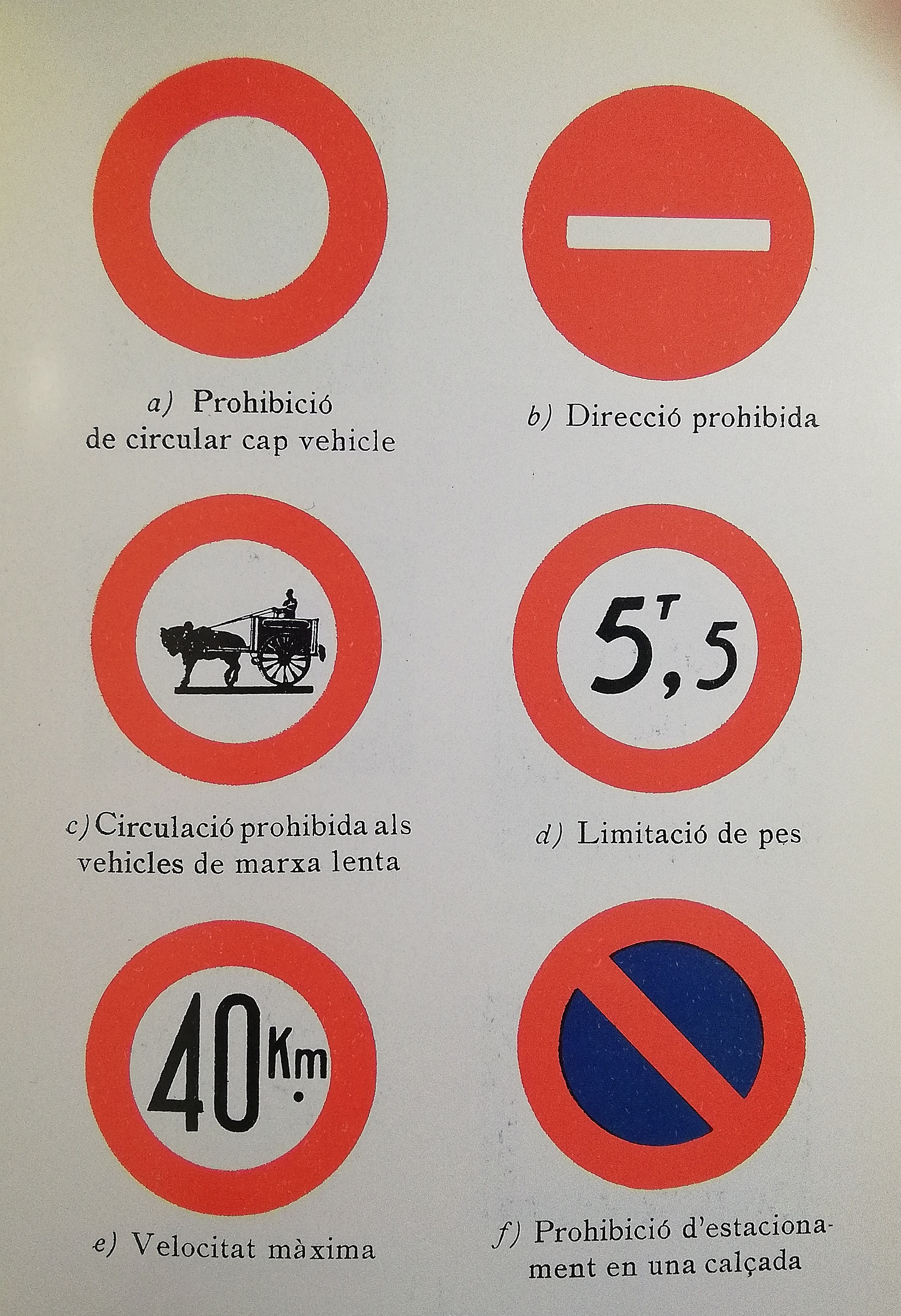
Senyals de trànsit de l'any 1933 del Reglament general de circulació urbana de l'Ajuntament de Barcelona

Els senyals de trànsit o senyals de circulació són els símbols usats en rètols o pintats a terra situats al costat de camins per a donar la informació, generalment per un sistema codificat, relativa a prohibicions, obligacions o consells adreçats als usuaris que transiten per un camí o carretera, especialment per als conductors de vehicles.
Com que les diferències d'idioma poden crear barreres, els senyals internacionals fan servir símbols en comptes de paraules i generalment es basen en protocols internacionals.

## Història
L'ús de senyals de trànsit a Europa ve d'antic. El motiu va ser que els senyals fossin comprensibles per als conductors de qualsevol país, ja que no contenien text. D'aquesta manera els automobilistes europeus que viatgen a un altre país on es parla una llengua diferent no tenen dificultat a interpretar les indicacions en les vies de circulació.
El cas, per exemple, dels Estats Units és diferent. Allà s'han fet servir un nombre més reduït de senyals de trànsit. La majoria de les indicacions es fan mitjançant cartells en què apareix un text. Per exemple, la prohibició de gir cap a l'esquerra s'indica amb un cartell amb el text "NO LEFT TURN". En aquest país tots els seus habitants parlen l'anglès i els turistes generalment també. D'aquesta manera un senyal de trànsit mitjançant text no crea cap problema als conductors. Això sí, apareixen cada vegada més senyals sense text i amb gràfics, ja que es reconeix cada vegada més que no tothom parla anglès.

## Classificació
S'han desenvolupat principalment a Europa i s'han adoptat en la majoria dels països. L'annex 1r de la convenció de Viena sobre senyals de trànsit i senyals del 8 novembre 1968 defineix vuit categories de senyals:
- A. Senyals de perill
- B. Senyals de prioritat
- C. Senyals de prohibició o restricció
- D. Senyals d'obligació
- E. Senyals amb instruccions especials
- F. Senyals de servei d'informació d'instal·lacions
- G. Senyals indicatius de situació, direccions, etc..
- H. Panells addicionals

Nogensmenys, els països i les àrees categoritzen els senyals del trànsit de diverses maneres. Als Estats Units, el tipus, la col·locació i els estàndards gràfics dels senyals de trànsit i de les marques del paviment es regulen legalment. Altres països, com la resta de països del continent americà i Austràlia, solen seguir el sistema estàndard nord-americà, que és diferent de l'europeu (que generalment és seguit per la major part de països africans i d'Orient Mitjà).

## Senyals de trànsit verticals

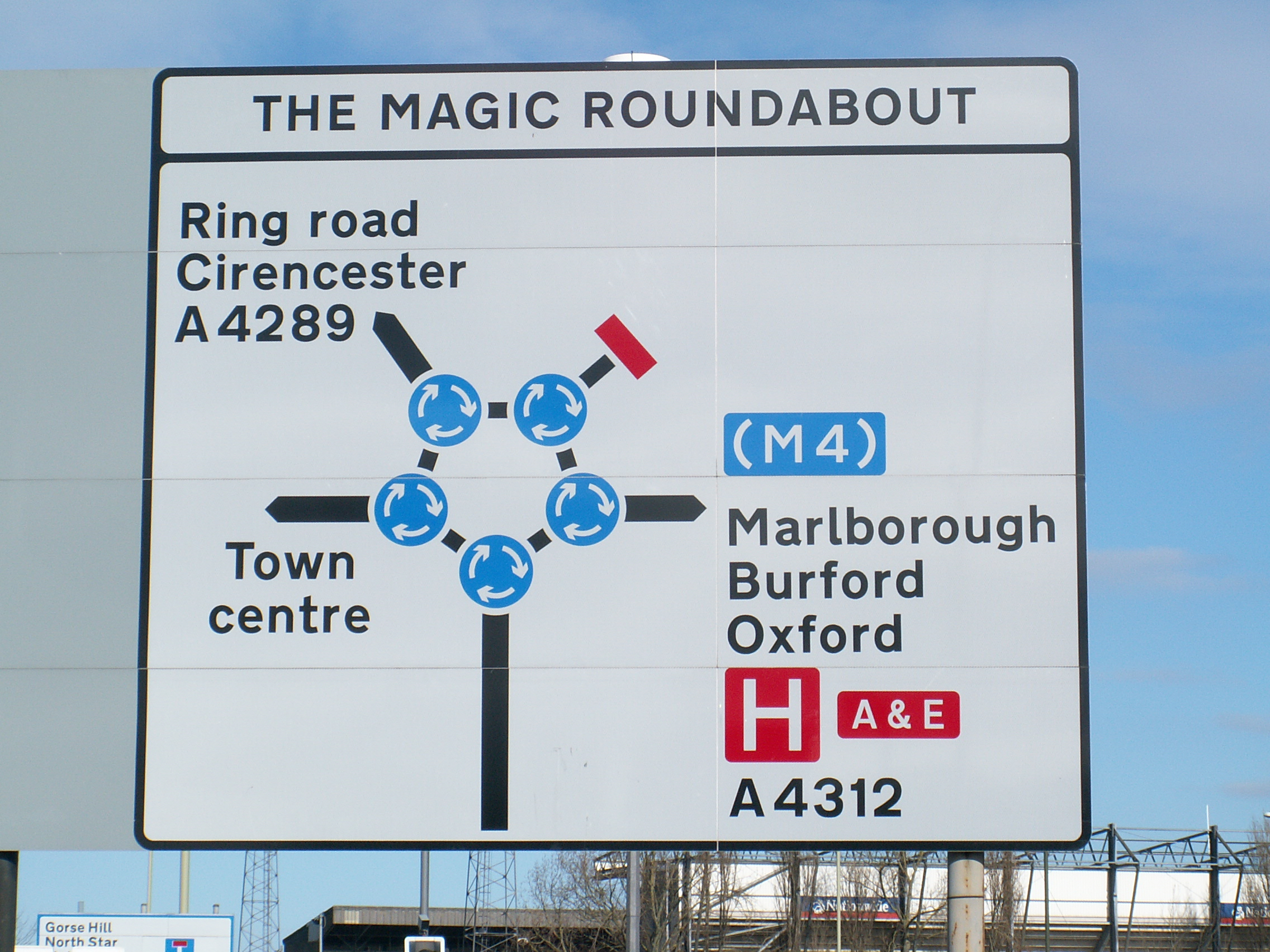
Un dels senyals de trànsit més inusuals del Regne Unit, en el Magic Roundabout de Swindon

Un senyal de "confirmació de ruta" de la carretera de Warrego (Queensland, Austràlia), que informa els conductors de la distància (en quilòmetres) dels llocs esmentats

Els  senyals de trànsit verticals  a Espanya es basen en la normativa de la Unió Europea perquè siguin iguals en tots els països de la Unió (Convenció de Viena), i es divideixen en els següents grups:
- Senyals de reglamentació: 
  - Senyals de prioritat
  - Senyals de prohibició d'entrada
  - Senyals de restricció de pas
  - Altres senyals de prohibició o restricció de pas
  - Senyals d'obligació
  - Senyals de fi de prohibició o restricció
- Senyals d'advertència de perill
- Senyals d'indicació: 
  - Senyals d'indicacions generals
  - Senyals de carrils
  - Senyals de servei
  - Senyals d'orientació:
    - Senyals de presenyalització
    - Senyals de direcció
    - Senyals d'identificació de carreteres
    - Senyals de localització
    - Senyals de confirmació
    - Senyals d'ús específic en poblat

  - Panells complementaris
  - Altres senyals
- Senyals d'obres :
  - Senyals de perill
  - Senyals de limitació de velocitat
  - Senyals de final de prohibició o restricció

## Forma i color
Segons el grup, els senyals tenen formes i colors diferents, per tal que puguin reconèixer amb facilitat des de lluny:
- Els senyals de prioritat de pas, per la seva importància, tenen formes diferents a tots els altres.
  - L'estop té forma octogonal i és de color vermell.
  - El senyal de prioritat de pas general, o "Cediu el pas", té forma de triangle invertit i és de color blanc amb la vora vermella.
- Els senyals d'advertiment tenen forma de triangle i són blanques amb la vora vermella.
- Els senyals de circulació tenen forma rodona o quadrada, i són blaus. 
 Els rodons indiquen obligatorietat i els quadrats són informatius.
- Els senyals d'estacionament són rodons de color blau amb la vora vermella i una o dues línies vermelles en diagonal, o bé quadrats o rectangulars de color blau. Els rodons indiquen prohibició i els quadrats o rectangulars són informatius.
- Els senyals informatius tenen forma rectangular i són blaus.
- Els senyals de final de prohibició tenen forma rodona i són blancs amb tres línies negres en diagonal.
- Els senyals de prohibició tenen forma rodona i són blancs amb la vora vermella.

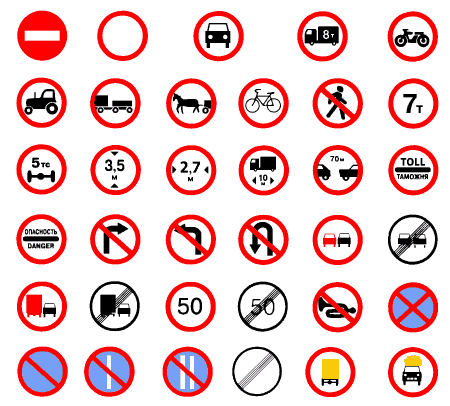
Senyals de prohibició

## Tipografia
A Espanya, segons la norma 8.1-IC, fins a l'any 2014 s'havien d'utilitzar dos tipus de lletra que s'adjunten dimensionades amb la norma. Per a la senyalització en autopistes, autovies i vies per a automòbils, s'utilitzarà l'alfabet anomenat Autopista; mentre que per a les carreteres convencionals, l'entorn urbà i la resta de vies es farà servir l'alfabet Carretera Convencional. Des del 2014 l'alfabet Carretera Convencional s'utilitza tan en autopistes com en la resta de vies. L'alfabet Carretera Convencional també s'empra a Cuba i a Guinea Equatorial.
Existeixen versions comercials de les dues fonts. La versió de l'alfabet Autopista és la font Highway Gothic (fins al 2014), i del Carretera Convencional és Traffic Type Spain.
Tanmateix, en certes vies com l'autopista de pagament AP-7 s'ha utilitzat la tipografia Helvetica en diversos trams dins de Catalunya. De fet, la tipografia Helvetica la podem trobar àmpliament en els cartells de direccions urbanes de Catalunya, ja que és la tipografia que s'ha anat utilitzant en els Manuals de Senyalització Urbana d'Orientació, publicats per la Generalitat de Catalunya, des de 1983, amb la publicació d'Imatge gràfica de la senyalització exterior, en la qual es proposava la tipografia Helvetica. En el Manual de 2005 s'hi utilitzaven dues versions de la família tipogràfica Helvetica: Helvetica 85 Heavy i Helvetica 65 Medium, i a les dues versions s'hi aplicaren una condensació del 20%, per tal de millorar-ne la llegibilitat. La primera es feia servir per als pols interurbans (poblacions i recursos territorials i temàtics senyalitzables), mentre que la segona es feia servir per als pols urbans, és a dir, carrers, places, serveis, instal·lacions culturals i esportives, etc. Però en el Manual vigent, de l'any 2014, es deixen d'utilitzar aquestes dues versions per utilitzar-ne només una: Helvetica Neue 75 Bold.
Però en altres països s'utilitzen altres tipus de lletres:
- Andorra: Swiss 721 Black Condensed BT (encara que també hi podem trobar senyals amb tipografies utilitzades a França i a Espanya)
- França, Senegal, Costa d'Ivori, Principat de Mònaco: Caractères L1, L2, L4 i L5. Caractères L1 i L2 són dos tipografies només amb caràcters en majúscules (excepte les lletres h, k, m, t), i s'utilitzen en general per indicar poblacions. Caractères L1 és la versió gruixuda utilitzada per fons clars (blanc i groc) i Caractères L2 és la versió prima utilitzada per fons foscos (vermell, blau i verd). Les tipografies Caractères L1 i L2 són la versió moderna de les tipografies que s'utilitzaven en els senyals fabricats per Michelin a mitjans del segle xx, i que es van implementar a Espanya l'any 1962. Aquests senyals Michelin utilitzaven una tipografia en cursiva de tipus serif semblant a la Traffic Type Luxembourg, també utilitzada a Espanya i a Luxemburg. Caractères L4 és una tipografia que sí inclou caràcters en minúscula i que s'utilitza per indicar punts d'interès i serveis. Finalment, s'utilitza una altra tipografia, la Caractères L5, que s'assembla a la Frutiger i que s'utilitza per indicar rutes turístiques, punts d'interès turístic i cultural, així com en els cartells d'entrada als departaments i a les regions. Al departament dels Pirineus Orientals, la tipografia Caractères L5 s'utilitza també en els cartells d'entrada de les comarques. Existeixen les versions comercials de les tipografies Caractères L1, L2 i L4 amb els noms Signal No 1, No 2 i No 4, respectivament.
- Àustria i Eslovàquia: TERN (Trans European Road Network). Fins al 2010 a Àustria s'utilitzaven les tipografies Mittleschrift Austria i Engschrift Austria. A Eslovàquia fins al 2014 s'utilitzà la tipografia Universal Grotesk. TERN és una família de tipografies dissenyada per millorar la llegibilitat dels senyals de trànsit en condicions meteorològiques adverses i a distàncies llargues. La família TERN forma part d'un projecte europeu que pretén unificar la senyalització dels diferents països europeus. A data de gener de 2017 només l'han adoptat Àustria i Eslovàquia, i els Països Baixos s'ha adoptat la versió TERN VMS, la versió dissenyada pels cartells d'elèctrics de missatge variable (en anglès VMS, Variable Message Signage, Senyalització de missatge variable).
- Grècia, Alemanya, Letònia, Txèquia, Vietnam, Sud-àfrica, Namíbia, Lesotho, Moçambic, Regne d'eSwatini i altres països membres de la Comunitat de Desenvolupament de l'Àfrica Austral (SADC en anglès): DIN 1451 Mittelschrift i DIN 1451 Engschrift
- Països Baixos i Surinam: Diferents fonts de la família ANWB
- Noruega: Trafikkalfabetet (dissenyada l'any 1965)
- Suècia: Tratex. Versió comercial de la tipografia: Traffic Type Sweden
- Estònia: Arial
- Dinamarca: Vejtavleskrift (dissenyada a la dècada de 1970 inspirant-se en la tipografia britànica "Transport").
- Polònia: Drogowskaz
- Xile: Ruta CL
- Japó: Pels textos en anglès s'utilitza una tipografia semblant a l'Helvetica, i també es pot trobar la tipografia Vialog (la tipografia Vialog també s'utilitza en els cartells de rodalies de RENFE)
- Suïssa i Liechtenstein: Frutiger 57 Condensed (fins al 2003 feia servir SNV. SNV: Schweizerische Normen-Vereinigung, "Associació Suïssa d'Estandardització")
- Luxemburg: SNV, Caractères L1,L2 i L4, Helvetica
- Bèlgica, Romania, Bulgària, Eslovènia, Croàcia, Sèrbia, Montenegro, Macedònia del Nord i Bòsnia i Hercegovina: SNV
- Regne Unit, Portugal i Maurici: Transport Heavy i Transport Medium. Les dues versions de la tipografia Transport es van dissenyar entre 1957 i 1963, amb l'objectiu de millorar la llegibilitat dels senyals de trànsit amb l'augment del transport per carretera al Regne Unit. Els seus dissenyadors van ser Jock Kinneir (1917-1994) i Margaret Calvert (1936). Des de principis de la dècada de 1990 aquestes dues tipografies s'utilitzen en els senyals de Portugal. Pels fons clars i caràcters foscos, es fa servir la Transport Heavy (Transport Bold en la versió comercial), i pels fons foscos i caràcters clars es fa servir la Transport Medium. Aquestes dues tipografies s'utilitzen per les indicacions en anglès a Qatar, Emirats Àrabs Units, Egipte i Kuwait.
- Irlanda, Islàndia i Itàlia: Transport Heavy. (En el cas d'Irlanda es fa servir una versió de la Transport Heavy en els textos en irlandès. A Itàlia s'utilitza, juntament amb la Transport Heavy, una tipografia més estreta, anomenada Alfabeto Stretto. I a Islàndia es fa servir la Transport Heavy afegint alguns caràcters islandesos com Ð, ð, Æ, æ, Þ, þ)
- Equador, Indonèsia, Filipines, alguns estats dels Estats Units i algunes províncies canadenques: Clearview
- Marroc: ASV Codar (textos en àrab), Tifinaghe-Izuren IRCAM (textos en amazig), Caractères (textos en francès)
- Israel: Tamrurim (textos en hebreu); Medina (textos en àrab); Triumvirat, Helvetica o Clearview (textos en anglès)
- Corea del Sud: Panno
- Malàisia: Tipografies de la família LLM Lettering, una tipografia dissenyada per l'Autoritat d'Autopistes de Malàisia (Lembaga Lebuhraya Malaysia, LLM). En la família LLM hi trobem dos variants, LLM Normal i LLM Narrow. Tot i això a Malàisia s'hi poden trobar senyals amb les tipografies Transport Heavy, Highway Gothic o SNV.
- Majoria de països del continent americà, Estats Units, Canadà, Nova Zelanda, Austràlia, (antigament a Sud-àfrica, Namíbia, Botswana): Família tipogràfica "Highway Gothic". Aquesta tipografia també es fa servir en els textos en anglès dels senyals de trànsit de països com la República Popular de la Xina o Taiwan)
- Ucraïna: Road UA
- Rússia, Belarús, Moldàvia, Lituània, Kazakhstan, Uzbekistan, Turkmenistan, Tadjikistan, Kirguizstan, Azerbaidjan i Mongòlia: GOST 10807-78
- República Democràtica d'Alemanya: S'utilitzava una versió condensada gruixuda de la Gill Sans del 1978 al 1990. Amb la Reunificació Alemanya, els senyals de disseny de la RDA van ser ràpidament reemplaçats pel mateix disseny que l'Alemanya Occidental, així, s'unificava el disseny a tot el país. Aquesta tipografia també s'utilitzà durant uns anys a Txecoslovàquia.

Clearview és una tipografia que es dissenyà durant la primera dècada del s.XXI als Estats Units amb la intenció de millorar la llegibilitat dels cartells (que utilitzen la família tipogràfica "Highway Gothic", dissenyada a finals dels anys 40 del segle xx). Els primers cartells s'instal·laren en alguns estats, però sembla que malgrat tot la tipografia no ha acabat millorant la llegibilitat tal com s'esperava, sumat al fet que molts entusiastes de la carretera no estiguessin d'acord amb aquest canvi ha provocat que per ara la seva adopció final sigui incerta.

### Majúscules i minúscules en els senyals de direcció
Països on els senyals indiquen les poblacions en majúscules: Espanya (en carreteres convencionals)*, Irlanda (en anglès), França, Andorra, Belarús, Estònia, Finlàndia, Lituània, Letònia, San Marino, Mèxic, Ucraïna, Rússia, Suècia, Moldàvia, Mònaco, Itàlia, Albània, Xipre (en grec)
*A Catalunya les poblacions s'indiquen en minúscules en la senyalització urbana, i en la senyalització interurbana es solen utilitzar les minúscules per indicar poblacions que no són capitals de municipi (per exemple veïnats, urbanitzacions, etc.), si bé és cert que en la senyalització interurbana es poden trobar aquest tipus de poblacions indicats en majúscules.
Països on els senyals indiquen les poblacions en minúscules: Espanya (en autopistes i autovies), Irlanda (en irlandès), Alemanya, Països Baixos, Bèlgica, Àustria, Polònia, Dinamarca, Noruega, Islàndia, Grècia, Xipre (en anglès), Turquia, Bulgària, Romania, Sèrbia, Croàcia, Eslovènia, Bòsnia i Hercegovina, Montenegro, Macedònia del Nord, Surinam, Estats Units, Canadà, Brasil, Austràlia, Nova Zelanda, Malàisia, Singapur, Indonèsia, Brunei, Estats de la Comunitat de Desenvolupament de l'Àfrica Austral, Xile, Suïssa, Liechtenstein, Portugal

## Europa

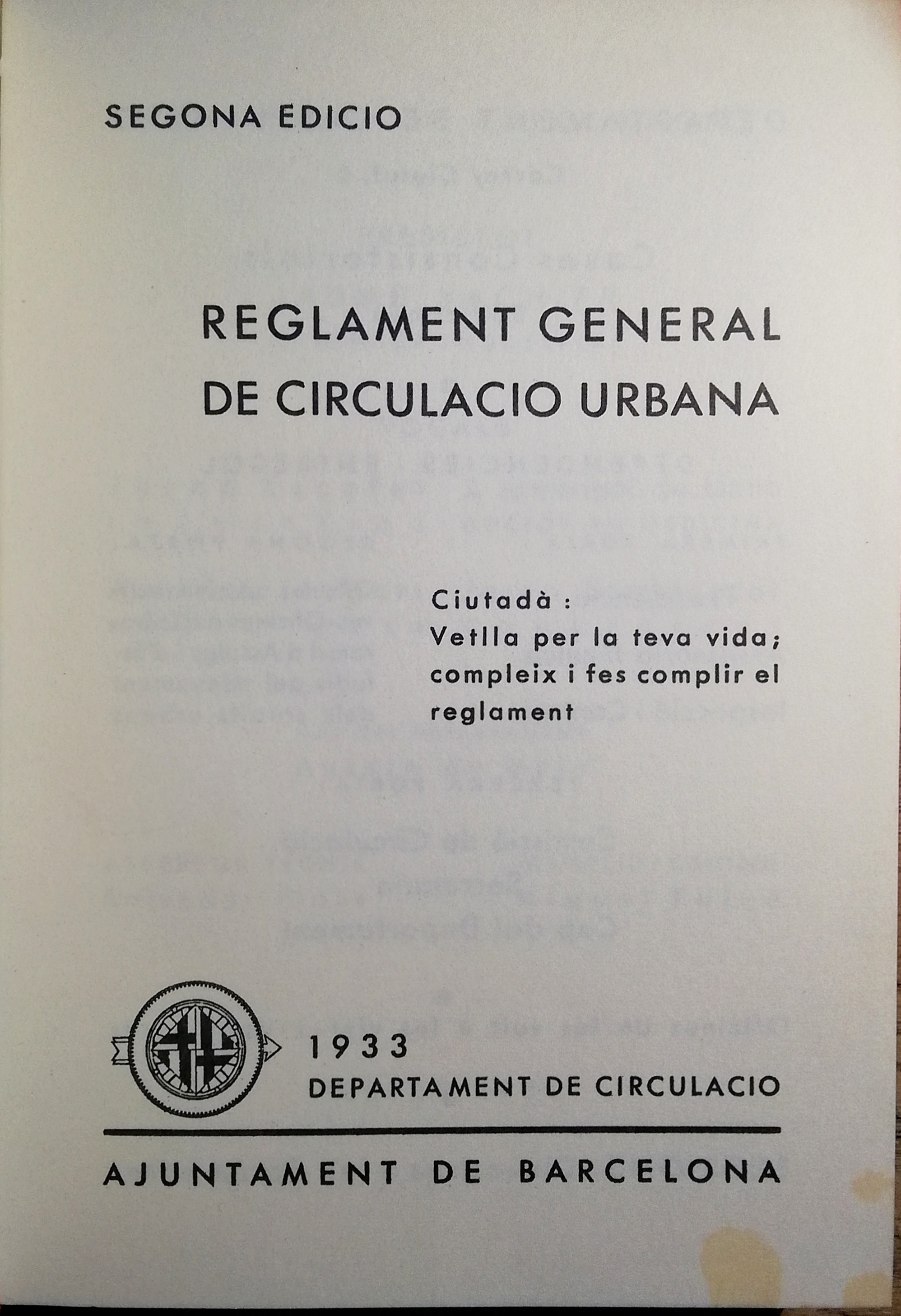
Reglament general de circulació urbana de Barcelona, on hi apareixen diferents senyals de trànsit de l'època. Aprovat l'any 1932

L'any 1968 els països europeus van signar la convenció de Viena sobre senyals de trànsit, amb la missió d'estandarditzar les regulacions de trànsit dels països participants per facilitar el trànsit del tràfic internacional i augmentar la seguretat viària. Conseqüentment, a Europa Occidental els senyals de trànsit van quedar ben estandarditzats, tot i que encara hi ha algunes excepcions en certs països.
El principi de l'estàndard europeu per a senyals de trànsit és que les formes i els colors han d'utilitzar per indicar els mateixos propòsits. Les formes triangulars (fons blanc o groc) s'utilitzen en senyals de perill. A més, la convenció de Viena permet una forma alternativa per als senyals de perill: una forma de diamant que es fa servir rarament a Europa. Els senyals de prohibició a Europa estan envoltats amb una vora vermella. Els senyals secundaris informatius i altres són rectangulars. Els animals que apareixen en els senyals de perill inclouen ants, granotes, cérvols, ànecs, vaques, ovelles, cavalls, ossos polars (a Svalbard) i micos (a Gibraltar). A més la convenció permet que s'utilitzi la imatge de qualsevol animal.
Els senyals direccionals no s'han harmonitzat sota convenció, almenys no en les vies ordinàries. Per això hi ha diferències substancials en els senyals direccionals dels diversos països d'Europa. Les diferències afecten a la tipografia, el tipus de fletxes i, el més notable, l'esquema de color. La convenció, però, s'especifica una diferència entre les autopistes i les vies ordinàries en la qual les autopistes utilitzen lletres blanques sobre fons verd (Itàlia, Suïssa, Dinamarca, Suècia, Finlàndia, Eslovènia, Croàcia, República Txeca, Grècia, Xipre, Eslovàquia) o lletres blanques sobre fons blau (Alemanya, Irlanda, França, Regne Unit, Espanya, Països Baixos, Bèlgica, Àustria, Luxemburg, Polònia, Portugal, Romania). Les diferències són majors per a les no autopistes: lletres blanques sobre fons blau a Itàlia, Suïssa, Suècia, República Txeca, Grècia, Bulgària, Xipre, Eslovàquia, Romania, Finlàndia i Països Baixos (en aquest cas iguals que a les autopistes); lletres blanques sobre fons verd a França, Regne Unit, Polònia i Portugal; lletres negres sobre fons groc a Alemanya, Luxemburg, Noruega, Eslovènia i Croàcia; lletres vermelles sobre fons blanc a Dinamarca (però lletres blanques sobre fons blau a les sortides d'autopista) i lletres negres sobre fons blanc a Espanya.
Les vies secundàries són diferents de les primàries a França, Regne Unit, Finlàndia, Irlanda, Suïssa i Portugal, assenyalades sempre amb lletres negres sobre fons blanc. A Itàlia, Romania i Suècia, amb lletres negres sobre fons blanc s'indiquen només les vies urbanes o les destinacions urbanes. La numeració de les carreteres també difereix substancialment. Només el número europeu de la ruta apareix sempre amb lletres i números blancs en un rectangle verd.
Alguns senyals, com el de "STOP", es recomana que apareguin en anglès, però també es permet que hi figuri la indicació en llengua local. Si la llengua utilitza caràcters diferents dels llatins, els noms de les ciutats o dels llocs han de figurar també en transcripció llatina. Els països europeus utilitzen el Sistema Internacional d'Unitats en els senyals viaris (distàncies en quilòmetres o metres, altures/amplades en metres) amb l'excepció notable del Regne Unit on les distàncies encara s'indiquen en milles.
Per als països que condueixen per l'esquerra, la convenció estipula que els senyals de trànsit han de ser imatges de mirall de les usades en els països que condueixen per la dreta. Aquesta pràctica, però, no se segueix sistemàticament en els quatre països europeus que condueixen per l'esquerra: Xipre, Irlanda, Malta i Regne Unit. La convenció permet l'ús de dos colors de fons per als senyals de perill o prohibició: blanc o groc. La majoria dels països utilitza el blanc amb algunes excepcions com Suècia, Finlàndia, Islàndia i Polònia.
Els senyals de trànsit a Europa es classifiquen en els següents grups per ordre de prioritat:
1. Senyals i ordres dels agents de circulació
2. Senyalització circumstancial que modifiqui el règim normal d'utilització de la via i senyals de abalisament fix
3. Semàfors
4. Senyals verticals de circulació
5. Marques vials

Si es produís el cas que es trobessin diversos senyals contradictoris, prevaldria el més prioritari, i en el cas que siguin del mateix grup, el més restrictiu.
El Catàleg oficial de senyals de trànsit en el cas d'Espanya està constituït
pels següents documents:
- Norma de carreteres 8.1-IC Senyalització vertical.
- Norma de carreteres 8.2-I.C Marques vials.
- Norma de carreteres 8.3.IC Senyalització d'obres.
- Catàleg de senyals verticals de circulació toms I i II

I la normativa de trànsit està regulada a Espanya pel Reglament General de Circulació.

## Estats Units
Els colors nord-americans tenen normalment aquests significats (a Mèxic gairebé és idèntic):
- Verd amb les lletres blanques per als senyals informatius, com ara les adreces, les distàncies, i els llocs
- Marró amb el blanc per als senyals als parcs, als llocs històrics, a les àrees de l'esquí, als boscos, i als camps
- Blau amb el blanc per a les zones de descans, aliment, gasolina, hospitals i allotjament
- Blanc amb les lletres vermelles o negres per als senyals reguladors, com ara límits de velocitat o estacionament
- Groc amb les lletres i els símbols negres per als senyals de perill, com ara corbes i zones de l'escola
- Taronja amb les lletres negres per a les zones i els desviaments temporals del control de trànsit

Els senyals reguladors també es consideren de vegades amb les lletres blanques en senyals vermells o negres. Al Quebec, l'ús del blau i del marró s'inverteix, i molts senyals negre-en-groc són vermell-en-blanc en canvi. Molts estats dels Estats Units ara utilitzen el taronja fluorescent per als senyals de la construcció, i de color verd groc fluorescent per a la zona de l'escola, el vianant, i els senyals de perill de la bicicleta. Els senyals rosats fluorescents s'utilitzen de vegades per l'advertència d'algun incident. Als Estats Units la mesura de velocitat i distància utilitzada és la milla, a Austràlia, Canadà i Amèrica Llatina, en canvi, es fa servir el quilòmetre. En cas particular a l'Amèrica Llatina fa servir els senyals de tipus europeu per al límit de velocitat en comptes de la nord-americana, a excepció de Panamà i Puerto Rico, que utilitzen el logotip nord-americà.